# José Artur de Lima Junior
José Artur de Lima Junior, meglio noto come Artur (Brumado, 11 marzo 1996), è un calciatore brasiliano, centrocampista degli Houston Dynamo.

## Caratteristiche tecniche
È un mediano.

## Carriera
Cresciuto nelle giovanili del San Paolo, ha esordito il 19 giugno 2016 in occasione del match pareggiato 2-2 contro il Flamengo.

## Statistiche

### Presenze e reti nei club
Statistiche aggiornate al 19 ottobre 2023.
| Stagione             | Squadra              | Campionato           | Campionato | Campionato | Coppe nazionali | Coppe nazionali | Coppe nazionali | Coppe continentali | Coppe continentali | Coppe continentali | Altre coppe | Altre coppe | Altre coppe | Totale | Totale | Totale |
| Stagione             | Squadra              | Comp                 | Pres       | Reti       | Comp            | Pres            | Reti            | Comp               | Pres               | Reti               | Comp        | Pres        | Reti        | Pres   | Reti   |        |
| -------------------- | -------------------- | -------------------- | ---------- | ---------- | --------------- | --------------- | --------------- | ------------------ | ------------------ | ------------------ | ----------- | ----------- | ----------- | ------ | ------ | ------ |
| 2016                 | San Paolo            | A1/SP+A              | 0+4        | 0          | CB              | 0               | 0               |                    | -                  | -                  |             | -           | -           | 4      | 0      |        |
| 2017                 | Columbus Crew        | MLS                  | 27         | 1          | USCup           | 1               | 0               |                    | -                  | -                  |             | -           | -           | 28     | 1      |        |
| 2018                 | Columbus Crew        | MLS                  | 32+3       | 0          | USCup           | 0               | 0               |                    | -                  | -                  |             | -           | -           | 35     | 0      |        |
| 2019                 | Columbus Crew        | MLS                  | 30         | 0          | USCup           | 2               | 0               |                    | -                  | -                  |             | -           | -           | 32     | 0      |        |
| 2020                 | Columbus Crew        | MLS                  | 19+4       | 2+1        |                 | -               | -               |                    |                    |                    | MisB        | 4           | 0           | 27     | 3      |        |
| 2021                 | Columbus Crew        | MLS                  | 6          | 0          |                 | -               | -               | CCL                | 4                  | 0                  |             | -           | -           | 10     | 0      |        |
| 2022                 | Columbus Crew        | MLS                  | 24         | 0          |                 | -               | -               |                    | -                  | -                  |             | -           | -           | 24     | 0      |        |
| Totale Columbus Crew | Totale Columbus Crew | Totale Columbus Crew | 145        | 4          |                 | 3               | 0               |                    | 4                  | 0                  |             | 4           | 0           | 156    | 4      |        |
| 2023                 | Houston Dynamo       | MLS                  | 33         | 2          | USCup           | 4               | 0               |                    |                    |                    | LC          | 4           | 0           | 41     | 2      |        |
| Totale carriera      | Totale carriera      | Totale carriera      | 182        | 6          |                 | 7               | 0               |                    | 4                  | 0                  |             | 4           | 0           | 197    | 6      |        |

## Palmarès

### Club

#### Competizioni nazionali
- Campionato MLS: 1

Columbus Crew: 2020
- Lamar Hunt U.S. Open Cup: 1

Houston Dynamo: 2023

#### Competizioni internazionali
- Campeones Cup: 1

Columbus Crew: 2021